# UFC Fight Night: Thompson vs. Neal
UFC Fight Night: Thompson vs. Neal (también conocido como UFC Fight Night 183, UFC on ESPN+ 41 y UFC Vegas 17) fue un evento de artes marciales mixtas producido por Ultimate Fighting Championship que tuvo lugar el 19 de diciembre de 2020 en las instalaciones del UFC Apex en Enterprise, Nevada, parte del área metropolitana de Las Vegas, Estados Unidos.

## Antecedentes
Inicialmente estaba previsto que un combate de Peso Wélter entre Leon Edwards y Khamzat Chimaev sirviera de cabeza de cartel para este evento. El 29 de noviembre se anunció que Chimaev había dado positivo por COVID-19, pero se esperaba que pudiera competir. A su vez, Edwards se retiró dos días después tras dar también positivo. Su caso era más grave que el de Chimaev y seguía sufriendo los graves síntomas de la enfermedad. Se espera que la promoción mantenga el combate intacto y reprograme el emparejamiento para un futuro evento a principios de 2021.
El evento principal original, un combate de Peso Wélter entre el ex aspirante al Campeonato de Peso Wélter de la UFC, Stephen Thompson, y Geoff Neal, sirvió como cabeza de cartel del evento.
En el evento se esperaba un combate de Peso Mosca entre Matt Schnell y Tyson Nam. El emparejamiento estaba previsto para septiembre en UFC Fight Night: Waterson vs. Hill. Sin embargo, la pelea se canceló el día del pesaje del evento, ya que Schnell fue considerado médicamente no apto para competir debido a complicaciones relacionadas con su corte de peso. Ahora se espera que se enfrenten en UFC Fight Night: Blaydes vs. Lewis.
Se esperaba un combate de Peso Wélter entre Belal Muhammad y Sean Brady en este evento. Sin embargo, a finales de octubre, Muhammad reveló que Brady tenía la nariz rota y tuvo que retirarse del combate. Fue sustituido por Dhiego Lima. Posteriormente, a Muhammad se le diagnosticó COVID-19 durante la semana previa al evento y el combate se canceló. Se espera que el emparejamiento se mantenga intacto y se reprograme para un futuro evento a principios de 2021.
Se esperaba que Deron Winn y Antônio Braga Neto se enfrentaran en un combate de Peso Medio en el evento. A su vez, Braga Neto fue retirado de la contienda por razones no reveladas y sustituido por Antônio Arroyo, con lo que la contienda pasó a tener un Peso Capturado de 195 libras.
En el evento estaba previsto un combate de Peso Mosca entre Alexandre Pantoja y el ex Campeón de Peso Gallo de Rizin FF, Manel Kape. Sin embargo, Pantoja se retiró del combate a principios de diciembre debido a las secuelas del COVID-19. Se espera que la promoción mantenga el emparejamiento intacto y lo reprograme para un evento a principios de 2021. Kape sirvió como posible sustituto del combate por el Campeonato de Peso Mosca de la UFC entre el actual campeón Deiveson Figueiredo y Brandon Moreno una semana antes en UFC 256.
Se esperaba que Misha Cirkunov se enfrentara a Ryan Spann en un combate de Peso Semipesado en este evento. Sin embargo, Cirkunov se retiró a principios de diciembre debido a una lesión y el combate se pospuso para una fecha futura.
Un combate de Peso Mosca entre Jimmy Flick y Cody Durden estaba inicialmente programado para UFC on ESPN: Hermansson vs. Vettori dos semanas antes, pero el emparejamiento se canceló el día del evento después de que Durden tuviera conjuntivitis. El combate se mantuvo intacto y tuvo lugar en este evento.
También se reprogramó para este evento un combate de Peso Medio entre Karl Roberson y Dalcha Lungiambula. Se esperaba que se enfrentaran en UFC 256, pero Roberson dio positivo por COVID-19 y el combate se pospuso. Un día antes del evento, sufrieron una segunda cancelación debido a los problemas de Roberson relacionados con el COVID-19.
Un combate de Peso Ligero entre el ex campeón de Peso Pluma de la WSOF Rick Glenn y Carlton Minus estaba programado para este evento. Sin embargo, se anunció que Glenn se retiró durante la semana de la pelea por razones no reveladas. Fue sustituido por Christos Giagos y el combate se celebró con un Peso Capturado de 160 libras.
Se esperaba que Aiemann Zahabi se enfrentara a Drako Rodríguez en un combate de Peso Gallo en este evento. Sin embargo, el combate se canceló el 17 de diciembre debido a que Zahabi dio positivo por COVID-19.

## Premios de bonificación
Los siguientes luchadores recibieron bonificaciones de $50000 dólares.
- Pelea de la Noche: No se concedió ninguna bonificación.
- Actuación de la Noche: Stephen Thompson, Rob Font, Marcin Tybura, y Jimmy Flick